# 吉安-卡洛·羅塔
吉安-卡洛·羅塔（義大利語：Gian-Carlo Rota，1932年4月27日—1999年4月18日）是一位義裔美籍數學家及哲學家。

## 生平
羅塔生於義大利倫巴第大區帕維亞省的維傑瓦諾。十三歲時，全家遷離義大利，起初落腳於瑞士。
羅塔曾就讀厄瓜多的Colegio Americano de Quito。羅塔曾就讀普林斯頓大學與耶魯大學。羅塔的職業生涯大半都在麻省理工學院度過。他是麻省理工學院至今唯一同時擔任數學教席與哲學教席的人。羅塔亦是應用數學的諾伯特·維納講座教授。
羅塔曾開了一門極難卻大受歡迎而空前絕後的機率課(18.313，此後MIT未曾有人再開設此門課程)。羅塔亦開過18.001 (微積分的應用)、18.03 (微分方程), 以及18.315(組合理論)
羅塔以泛函分析研究起家，但他後來的專業興趣轉向組合學，並成為一位傑出的組合學家。